# Lalage leucomela
Lalage leucomela là một loài chim trong họ Campephagidae.